# Železniška proga Savski Marof–Zagreb
Železniška proga Savski Marof–Zagreb je ena izmed prog na Hrvaškem. Prva postaja je Savski Marof, čeprav se pred njo nahajata še Sutla in Laduč, vendar vlak na slednjih dve ne stoji, saj sta del regionalne proge Savski Marof - Kumrovec. V Savskem Marofu se namreč od dvotirne železnice oddvoji tretji tir, tako da je proga do Sutle trotirna. Tam se tir tudi fizično odcepi od državne proge in zavije proti severu. En kilometer od Sutle sledi postaja Harmica.
 proga Dobova - Ljubljana

 Dobova (Mejni prehod Dobova)

 slovensko-hrvaška meja

 Sotla

 proga Savski Marof - Kumrovec

 Sutla

 Laduč

 Savski Marof

 Brdovec

 Zaprešić Savska

 Zaprešić

 proga Zaprešić - Čakovec

 Podsused

 (Podsused Tvornica)

 Gajnice

 Vrapče

 Kustošija

 Zagreb Zapadni kolodvor

 Zagreb Glavni kolodvor

 proga Zagreb - Reka

 proga Zagreb - Novska

 proga Zagreb - Dugo Selo